# 曹鴻舉
曹鴻舉，字秋皋，山西陵川縣人。清朝官員，進士出身。

## 生平
曹鴻舉由拔貢中式道光二十四年（1844年）甲辰科舉人，主講潞城平順書院，當地士人以“經師人師”匾額相贈。道光二十七年（1847年）中式丁未科張之萬榜二甲進士，因其楷書端嚴，人們期望其能夠入選翰林，結果未能如願。即用河南知縣，才學頗受當地大員賞識，河南按察使郭夢齡延請鴻舉教授其子。秋季，補授溫縣知縣，未及赴任，因急病暴卒。光緒《陵川縣志》有傳。
著有《印雪山房詩草》。